# Milky Pop Generation
Milky Pop Generation（ミルキーポップジェネレーション）は、2012年に設立したAV女優専門のインディーズ・レコードレーベル。規格品番はCDの場合「MPCD」。通称「みるじぇね」と呼ばれる。

## 概要・特徴
2012年5月に発足した、当代人気AV女優を歌い手に迎えた音楽レーベル。「ソロ」・「生歌」・「本人と作りあげるオリジナル楽曲」に拘り、活躍する女優達一人一人が持つ魅力を音楽を通して伝える、ということがコンセプトとされている。選ばれる女優たちは、知名度はもちろんとして、サイン会、blog、twitter、ニコニコ生放送といった、ファンの目に触れる場での発言力なども考慮し声をかけられる。
1回の参加で発表される楽曲は3曲ずつ。すべて書き下ろしで、参加する女優の音楽の嗜好などにも配慮がされている。本人による作詞・作曲が行なわれる事もある。完成した作品は、iTunes store配信、CD販売される。YouTubeにも試聴動画が用意されており、うち1曲はフルコーラスで公開される。
ほぼ2-3ヶ月おきの頻度で、生バンド演奏によるライヴも開催。ギター、ベース、ドラム、キーボード、コーラスによるフルバンドのライヴと、キーボードやアコースティックギターのみによるアコースティックライブを行なっている。
フルバンドによるライブは、当初はUstreamで生中継が行われていたが、2013年7月の「みるじぇね七夕祭り」から、ニコニコ生放送（R18公式）での生中継に切替わっている。この放送では、ほぼ毎回累計50,000人を超える来場者数となっている。R18公式といってもあくまでも本業の都合だけで、内容はいたって普通のライヴである。現在はカジ (お笑い芸人)とレーベルプロデューサーがMCを務める。当初のライヴでは集客が30人を切ってしまう事もあったが、現在ではその5〜6倍程の集客となり、2015年3月のアコースティックライブでは前売りで完売を記録。
2013年「みるじぇねハロウィンパーティ」からは、レーベル未参加の女優たちがゲスト枠で出演を始め、持ち歌のある女優たちも含めて、思い入れのある曲のカバーを披露するようになる。
2015年「ミルジェネ音楽祭」は闘会議と日程が重なったことでスタッフが確保できなくなったなど、ニコ生中継が行われないこともある。なお、過去3回開催されているアコースティックライヴは、「こちらは特に生で聴く魅力を大切にしたい」とのレーベルの意向で一度も生中継はされていない。
過去には、隔週で参加アーティストを１〜２名ゲストに呼び、大蔵ともあきがメインMC兼プロデューサーを務める下北FMで番組も行なっていた。
2015年2月、希島あいり・希美まゆのCDリリース記念をきっかけに、レーベルとしては初めてタワーレコード渋谷店・秋葉原店にてインストアライブも開催された。

## 参加アーティスト

### 楽曲制作を行なった女優一覧
- 早乙女らぶ
- 琥珀うた（2014年の引退まで、2013年七夕回の病欠以外は毎回ライヴへ参加。当初は2ndシングルの発売が公表されていたが、引退表明で白紙化。）
- 並木優（レーベル史上初の2枚のCDを発売。「to believe」は作詞、作曲も自身の手による。／「to believe」はニコニコ公式生放送「みんなのおもちゃ」ED）
- 栗林里莉
- 泉麻那
- 篠原杏
- 鈴木ありす（Alice）
- 音無さやか
- ほしのあすか（「北国の花」は、趣味である三味線を活かそうとした演歌。一部本人の三味線実演奏も採用。）
- 沖田杏梨（よく、「Coulors」の表記が誤記ではないかと言われるが、出生地である英国での表記を採用したためであり、決して誤記ではない。）
- 仁科百華（「Free Flyin'」と「Inanity」は作詞も務めた。）
- 桜りお（引退を表明したタイミングの都合により、正規のCD販売は行われておらず、配信のみ。引退直前だった2013年1月に出演したライヴの会場にて、特製CD-Rでの販売は行われた。）
- 綾瀬れん
- 友田彩也香
- 天海つばさ（楽曲制作が決まった際、Twitterでファンに相談したというエピソードも。）
- 有村千佳
- 小滝みい菜（ニコ生でライヴ中継が行われるようになったきっかけを作った。／「夏祭り」はニコニコ公式生放送「みんなのおもちゃ」テーマソング）
- 長澤あずさ（引退を表明したタイミングの都合により、正規のCD販売は行われておらず、配信のみ。）
- 希島あいり（「この世界で」は作詞も務めた。）
- 希美まゆ（タイトル曲の「ひかり」は、自身がかねてからファンであり、PV出演経験もあるWHITE JAMのメンバー、SHIROSE（シロセ）が提供。）
- 阿部乃みく
- ロリィタ白昼夢RH（瀬名きらり、結まきな）
- un panopticon girl（橋本ありな、君色華奈、桐谷まつり）
- 枢木あおい（2020年11月11日にシングル「輪舞曲」(MPCD-15028)をリリース。）
- 羽咲みはる（カバーアルバム『みはるーむ』（MPAL-40006）[1]、シングル「♡ラビットワンダーランド♡」（MPCD-15031）を制作・リリース[2]。）
- 倉木しおり（シングル「empoisonne」（MPCD-15029）をリリース。）
- 小野六花（シングル「青春JUMP!」（MPCD-15030）をリリース。）

### ライブのみにゲスト出演した女優一覧
- 香西咲
- 初美沙希
- 北川エリカ
- 大槻ひびき
- 春日野結衣
- 蓮実クレア（※過去2回ライブに出演）
- 結城リナ
- 大和姫呂未
- 湊莉久（※過去2回ライブに出演）
- 桜井彩
- 赤根京
- AIKA (AV女優)
- 天使もえ
- 神咲詩織
- かさいあみ
- 妃月るい